# Wollaston (West Midlands)
Wollaston – osada w Anglii, w hrabstwie West Midlands, w dystrykcie Dudley. Leży 7 km od miasta Dudley. W 1951 roku civil parish liczyła 5747 mieszkańców.